# Ivana (naturreservat)
Ivana är ett naturreservat i Torsby kommun i Värmlands län.
Området är naturskyddat sedan 1982 och är 75 hektar stort. Reservatet består av en naturskog med ett stort bestånd av långskägglav.